# Кругов
Кругов (укр. Кругів) — село в Золочевской городской общине Золочевского района Львовской области Украины.
Население по переписи 2001 года составляло 233 человека. Занимает площадь 1,183 км². Почтовый индекс — 80741. Телефонный код — 3265.